# لی پاتریک (هنرپیشه)
لی پاتریک (انگلیسی: Lee Patrick؛ ۲۲ نوامبر ۱۹۰۱ – ۲۱ نوامبر ۱۹۸۲) بازیگر اهل ایالات متحده آمریکا بود. 
از فیلم‌هایی که وی در آن نقش داشته است، می‌توان به دیوانگان رقص، شاهین مالت، خانم پارکینگتون، حرف‌های خودمانی، حالا، مسافر، فردا هم روز خداست و در زنجیر اشاره کرد.